# António Sousa Gomes
António Francisco Barroso de Sousa Gomes ComMAI (Lisboa, 28 de janeiro de 1936 — 20 de fevereiro de 2015) foi um gestor e político português. Ocupou diversos cargos em governos portugueses.

## Biografia
Licenciado em Engenharia Mecânica, pelo Instituto Superior Técnico e pós-graduado em Gestão, pela Universidade de Stanford.[carece de fontes?]
Anteriormente, ocupou cargos como o de Ministro do Plano e Coordenação Económica (entre 1976 e 1978), Ministro das Obras Públicas e Habitação (entre 1978 e 1979) e Ministro da Indústria (em 1977).[carece de fontes?]
A 24 de Agosto de 1985 foi feito Comendador da Ordem Civil do Mérito Agrícola e Industrial Classe Industrial.
Em 1992 assumiu o cargo de presidente do Conselho de Administração da Cimpor - Cimentos de Portugal.[carece de fontes?]

## Funções governamentais exercidas
- I Governo Constitucional
  - Ministro da Indústria e Tecnologia
  - Ministro do Plano e Coordenação Económica
- II Governo Constitucional
  - Ministro da Habitação e Obras Públicas